# Franz Alexander
Pour les articles homonymes, voir Alexander.
Franz Gabriel Alexander, né le 22 janvier 1891 à Budapest et mort le 8 mars 1964 à Palm Springs (Californie), est un médecin et psychanalyste américain d’origine hongroise. 

## Biographie
Franz Alexander fait ses études de médecine à l'université de Budapest, avant de s’intéresser à la philosophie de Husserl. Il quitte Budapest dans le contexte du régime autoritaire de Miklós Horthy, et s'inscrit à l’Institut psychanalytique de Berlin dont il est le premier élève. Dans ce cadre, il effectue son analyse didactique avec Hanns Sachs et travaille avec Karl Abraham. En 1930, il est invité aux États-Unis pour des conférences, puis est nommé à la première chaire de psychanalyse de Chicago. Il crée l'institut de psychanalyse de Chicago en 1931 où il développe notamment la « psychothérapie analytique active » et brève censée correspondre mieux à la culture nord-américaine de par ses visées essentiellement adaptatives. Cette modification du cadre, il la proposait à certains cas bien définis et, pour les autres, il s'en tenait à la psychanalyse classique. Avec Georg Groddeck, il est aussi considéré comme un des pionniers de la psychosomatique psychanalytique.

## Publications
- avec Hugo Staub : Le criminel et ses juges, 1929, trad. en français en 1934 pour la NRF [2]
- « Problèmes actuels de la psychothérapie dynamique dans son rapport avec la psychanalyse », 1959, in Revue française de psychanalyse, n°3, 1991.
- La Médecine psychosomatique, Paris, Payot, coll. « Petite Bibliothèque Payot », 2002,  (ISBN 2-22889544-X)
- Principes de psychanalyse, Paris, Payot, coll. « Petite Bibliothèque Payot », 2002,  (ISBN 2-22889642-X)